# Łukasz Gibała
Łukasz Gibała, né le 10 septembre 1977 à Cracovie, est un homme d'affaires et homme politique polonais député à la diète de 2007 à 2015.

## Biographie
Łukasz Gibała fait des études de philosophie à l'université Jagellonne de Cracovie (master en 2001). Après un séjour d'étude d'un an à l'université Notre-Dame-du-Lac dans l'Indiana, il soutient à Cracovie sa thèse de doctorat de philosophie (en logique sous le titre La sémantique des mondes possibles et la modalité métaphysique) en 2007. Il se lance parallèlement dans les affaires et fonde, avec des amis, les agences de voyages numériques TravelTECH et TravelOVO, tout en s'engageant dans la politique locale : il est élu dès 2006 à la diétine régionale de Petite-Pologne sur la liste de la Plate-forme civique (PO).
Il devient député après les élections législatives polonaises de 2007 et est réélu aux élections législatives polonaises de 2011. En mars 2012, il décide de quitter PO et de rejoindre le groupe parlementaire du Mouvement Palikot.
Il siège notamment à la Commission sur l'innovation et les nouvelles technologies.
Il se définit comme un libéral en économie (libre entreprise, impôts bas) et dans la société (défense de la fécondation in vitro et de l'union civile pour les couples homosexuels, etc.).
Il est le neveu de Jarosław Gowin, recteur de l'École supérieure européenne Józef Tischner, membre du parlement (sénateur puis député) depuis 2005 et ministre polonais de la Justice de 2011 à 2013.